# Lycopsis
Lycopsis is een uitgestorven buideldierachtige uit de Sparassodonta. Het was een carnivoor die tijdens het Mioceen in Zuid-Amerika leefde. 

## Voorkomen
Lycopsis had het grootste verspreidingsgebied van alle sparassodonten. Fossielen zijn gevonden aan twee uitersten van Zuid-Amerika: de Caribische kust in het noorden en Patagonië in het zuiden. Daarnaast zijn ook vondsten gedaan op andere locaties op het continent. Lycopsis leefde van ongeveer 18 tot 9 miljoen jaar geleden in de South American Land Mammal Ages Santacruzian, Colloncuran, Laventan en Chasicoan, vallend binnen het Mioceen.

## Soorten
Het geslacht Lycopsis omvat vier soorten:
- Lycopsis longirostrus (ook wel foutief L. longirostris): deze soort is bekend van een bijna compleet skelet met een gedeeltelijke schedel uit La Venta in Colombia. L. longirostrus leefde 13,5 tot 11,5 miljoen jaar geleden. De soort wijkt af van de typesoort L. torresi door kenmerken van het gebit en een rechte in plaats van convexe mandibulaire ramus. L. longirostrus was ongeveer 1,1 meter lang met een schouderhoogte van circa 35 cm. Schattingen van het gewicht van L. longirostrus variëren van 13 tot 44 kg. Deze soort had een graciele lichaamsbouw met een korte staart[1]

- Lycopsis padillai: een gedeeltelijke bovenkaak met kiezen en enkele schedelfragmenten zijn van deze soort gevonden in de Castilletes-formatie op La Guajira-schiereiland in Colombia. Deze resten zijn ongeveer 15,3 miljoen jaar oud en het zijn de noordelijkste vondsten van een fossiele buideldierachtige in Zuid-Amerika. L. padillai had het formaat van een buidelwolf en was ongeveer 22 kg zwaar.[2]

- Lycopsis torresi:  deze soort is bekend uit de Santa Cruz-formatie in Patagonië en het leefde 18 tot 16 miljoen jaar geleden. L. torresi had een geschat gewicht van 19 tot 27 kg.

- Lycopsis viverensis: fossielen van deze soort zijn gevonden in Arroyo Chasicó in de Argentijnse Buenos Aires en zijn ongeveer 9,5 tot 9 miljoen jaar oud. L. viverensis had het formaat van een rode lynx met een kopromplengte van zestig tot negentig centimeter en een geschat gewicht van elf tot achttien kilogram.[3][4]

## Kenmerken
Lycopsis was carnivoor en jaagde vanuit een hinderlaag op kleine en middelgrote prooidieren. De voornaamste prooidieren zullen knaagdieren zoals chinchilla-achtigen, kleine luiaarden zoals Hapalops, gordeldieren en kleine hoefdieren zoals interatheriiden en hegetotheriiden zijn geweest. De lange poten waren met name aangepast voor een leefwijze op de grond met ook enige aanpassingen voor het klimmen. Lycopsis was een gedeeltelijke teenganger.

## Verwantschap
Voorheen werd Lycopsis ingedeeld in de onderfamilie Prothylacyninae van de familie Borhyaenidae. Deze familie blijkt echter niet monofyletisch te zijn. De vier soorten uit het geslacht Lycopsis zijn onderling wel verwant en nemen een basale plaats in binnen de Borhyaenoidea.